# Extracto de Literatura
Extracto de Literatura fue un semanario que se publicó en Pontevedra en 1893, aunque el 5º número se editó en Santiago (de 4 de febrero), siendo impreso en la compostelana Imprenta de José M. Paredes.

## Historia
Subtitulado Semanario dosimétrico ilustrado, apareció el 7 de enero de 1893. Fue fundado y dirigido por Enrique Labarta Pose, aunque en los últimos números el director pasó a ser Torcuato Ulloa y Xerardo Álvarez Limeses era el redactor jefe. 
Dedicada fundamentalmente a la literatura, presentaba un tono humorístico con trabajos de carácter jocoso de Alberto García Ferreiro, Emilio Álvarez Giménez y Heliodoro Fernández Gastañaduy. 
También publicaba otro tipo de contenidos en las secciones "Crónica de la semana", "Semblanzas" y en las publicaciones de variedades. Entre sus colaboradores estaban Ramón María del Valle-Inclán, Juan Barcia Caballero, Juan Neira Cancela, Aureliano Pereira, Wenceslao Veiga, Juan Manuel Paz Novoa, Moisés González Besada, José Pérez Ballesteros, Nicolás Taboada Fernández, Urbano González, Adolfo Mosquera y Heraclio Pérez Placer. 
Cesó su publicación en octubre de ese año.